# Niluka Karunaratne
Pour les articles homonymes, voir Karunaratne.
Niluka Karunaratne (cinghalais : නිලූක කරුණාරත්න; tamoul : நிலுக கருணாரத்ன), né le 13 février 1985, est un joueur de badminton olympique sri lankais qui a concouru en 2012 et 2016. Il a été choisi pour diriger le contingent sri-lankais aux Jeux olympiques d'été de 2012,. Karunaratne a participé de manière consécutive à cinq Jeux du Commonwealth de 2002 à 2018. 
Karunaratne, né dans la région côtière de Galle, a fait ses études primaires et secondaires au Dharmasoka College à Ambalangoda et Royal College de Colombo, où il a remporté la Royal Crown en 2001. Il a commencé le badminton à l'âge de 8 ans, après avoir été initié au sport par son père, qui était un joueur de badminton de niveau national. Il occupe actuellement un poste dans le secteur bancaire en tant qu'employé de banque,,. 
En juillet 2012, il est classé 48e en simple masculin au classement mondial BWF. En 2012, le quotidien sri-lankais Daily News l'a qualifié de "champion incontesté du badminton au Sri Lanka",. 
Aux Jeux du Commonwealth de 2014, il a été éliminé du simple messieurs en huitièmes de finale par Srikanth Kidambi. Il faisait également partie de l'équipe de badminton mixte du Sri Lanka, qui a été éliminée en quart de finale par l'Angleterre. 

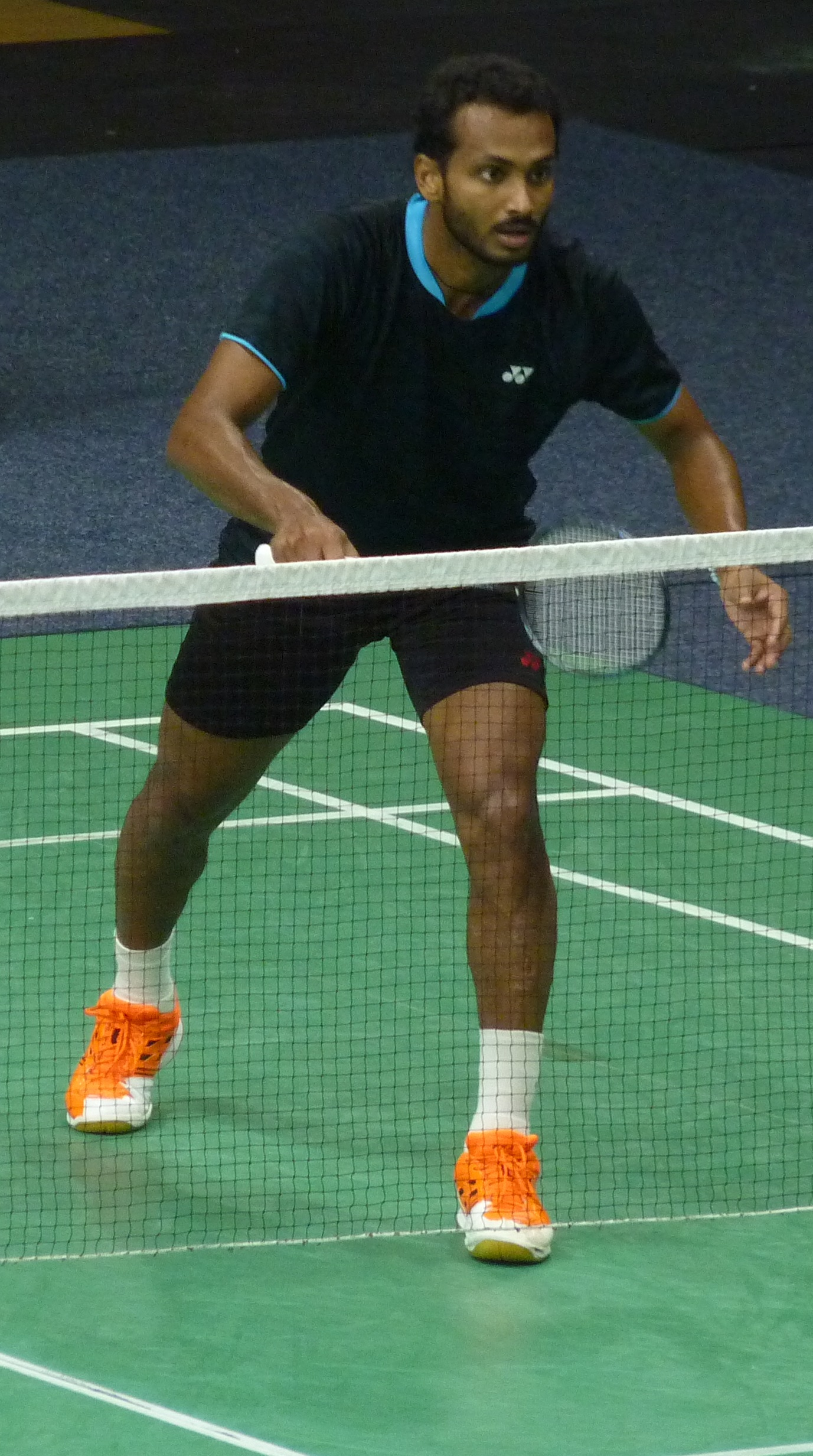
Karunaratne au Dutch Open 2018

## Jeux olympiques d'été 2012
Le 30 juillet 2012, Karunaratne bat le Japonais Kenichi Tago, huitième mondial, 21-18 21-16 en 44 minutes à la Wembley Arena dans le groupe C du tableau olympique de simple hommes. Selon l'Associated Press, « c'est la plus grande victoire de l'histoire du badminton au Sri Lanka ». Le groupe C ne contenant que deux joueurs, il se qualifie pour les huitièmes de finale où il est battu en trois sets par l'Indien Parupalli Kashyap (en). 

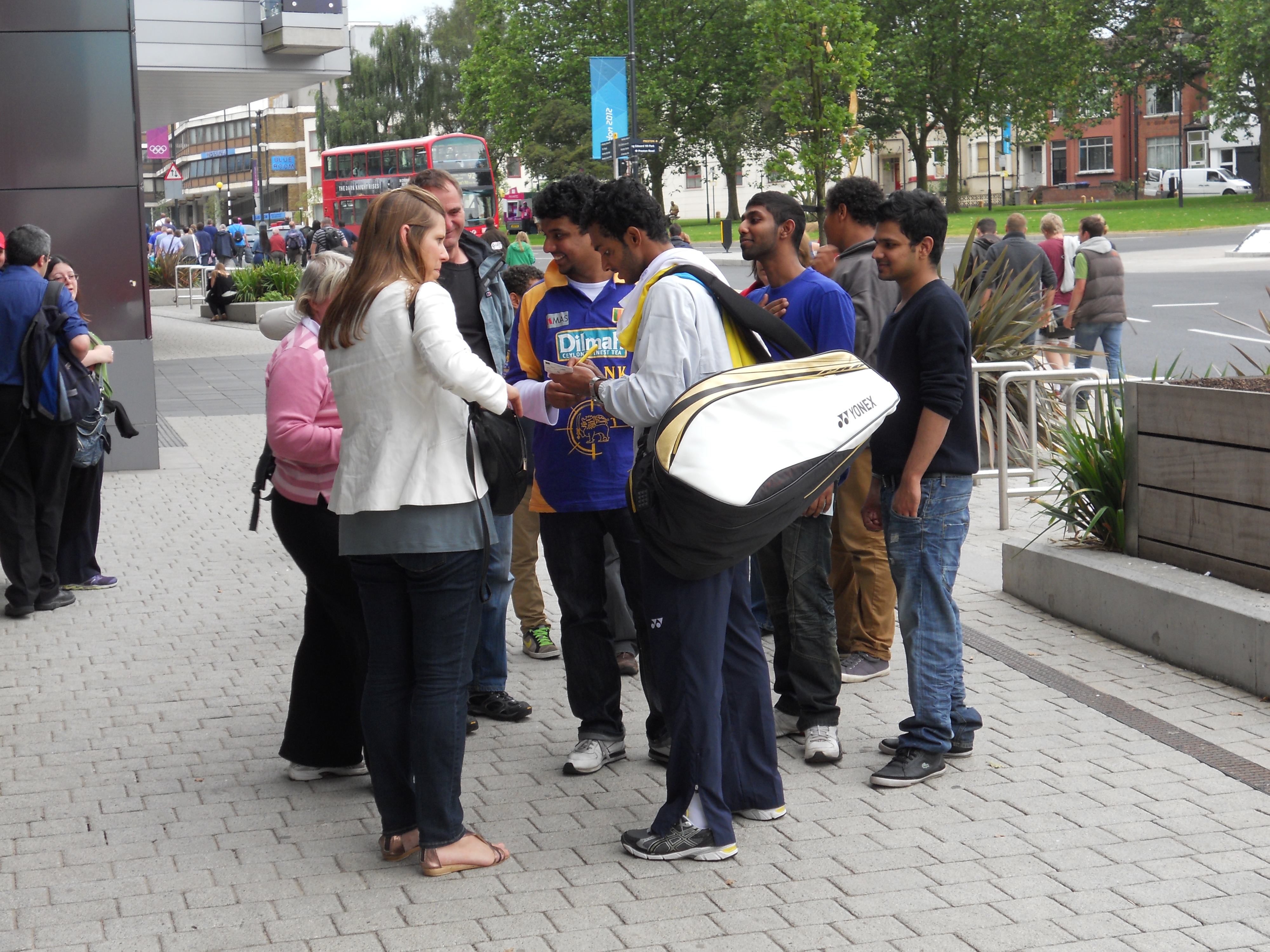
Karunaratne signe des autographes pour les fans
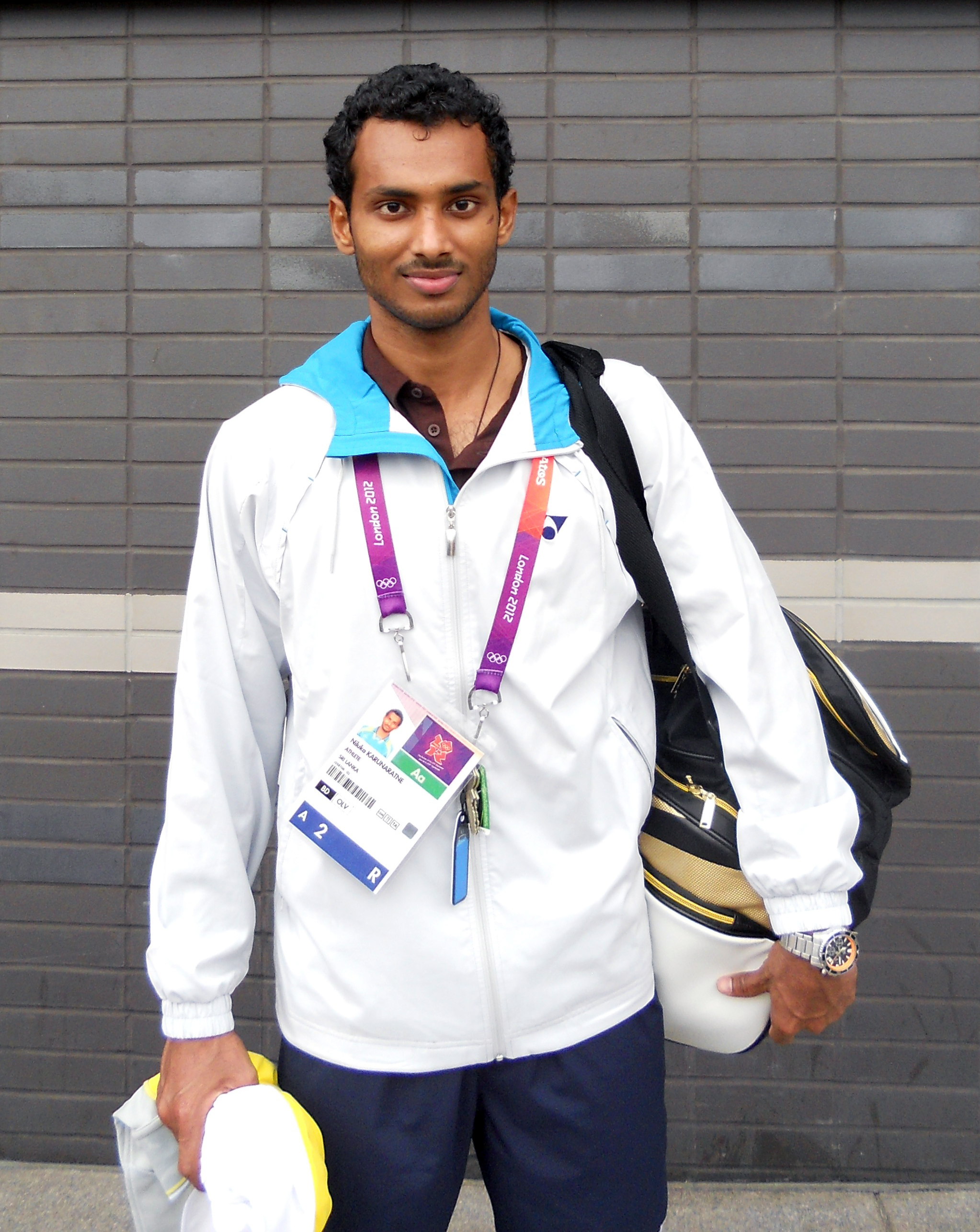
Karunaratne aux Jeux olympiques de Londres 2012